# Montagu, Western Cape

Montagu este un oraș din provincia Wes-Kaap a republicii Africa de Sud.